# Hrynki (przystanek kolejowy)
Hrynki (biał. Грынкі; ros. Гриньки, ros. nazwa normatywna Гринки) – przystanek kolejowy w lasach w pobliżu miejscowości Hrynki, w rejonie słonimskim, w obwodzie grodzieńskim, na Białorusi. Położony jest na linii Baranowicze - Wołkowysk.